# Lutz, Florida
Lutz är en ort (CDP) i Hillsborough County, i delstaten Florida, USA. Enligt United States Census Bureau har orten en folkmängd på 19 344 invånare (2010) och en landarea på 63,8 km².